# Смолин, Александр Сергеевич (Герой Советского Союза)
Александр Сергеевич Смолин (1924—1946) — командир батареи 282-го гвардейского истребительно-противотанкового артиллерийского полка (3-я гвардейская отдельная истребительно-противотанковая артиллерийская бригада, 5-я ударная армия, 1-й Белорусский фронт), гвардии старший лейтенант, Герой Советского Союза.

## Биография
Родился 3 октября 1924 года в нижегородском селе Большое Болдино (ныне Большеболдинского района Нижегородской области) в крестьянской семье. Русский. По окончании 10 классов местной школы работал в колхозе.
В августе 1942 года был призван в Красную Армию и направлен в Ленинградское артиллерийское училище, которое было эвакуировано из блокадного города в Кострому. Летом 1943 года Смолин окончил училище и в звании младший лейтенант был направлен в действующую армию. По прибытии на фронт был назначен командиром огневого взвода в истребительном противотанковом артиллерийском полку.
В декабре 1943 года в первом же бою при отражении танковой атаки был тяжело ранен и до марта 1944 года находился в госпитале. Вернувшись в свой полк, участвовал в наступательных операциях в Белоруссии. В июне 1944 года артиллерийский взвод под командованием Смолина отличились при ликвидации окруженной вражеской группировки в районе Бобруйска. В сентябре 1944 года Смолин был назначен командиром батареи, был принят в ВКП(б). Участвовал в боях за Варшаву.
В ходе боёв 20 апреля 1945 года часть, в которой служил Смолин, захватила деревню Клостордорф (близ города Штраусберг, Германия), в которой находились немецкие авиационные склады. Противник попытался отбить Клостордорф и предпринял 5 контратак, в ходе которых батарея Смолина уничтожила танк, 3 штурмовых орудия, бронетранспортёр, 8 пулемётов, большое количество живой силы. 23 апреля 1945 года в ходе уличных боёв в Берлине, находясь в боевых порядках стрелковых подразделений, орудия батареи подавляли огневые точки противника. Смолин лично уничтожил с близкого расстояния трофейными фаустпатронами дот, мешавший продвижению к центру города. В ходе боёв Берлинской наступательной операции Александр Смолин был ранен и контужен.
За мужество и героизм, предпринятый в ходе Берлинской наступательной операции, Указом Президиума Верховного Совета СССР от 31 мая 1945 года гвардии старшему лейтенанту Смолину Александру Сергеевичу присвоено звание Героя Советского Союза с вручением ордена Ленина и медали «Золотая Звезда» (№ 6769).
После победы продолжил службу в группе советских войск в Германии. 30 октября 1946 года погиб в автомобильной катастрофе. Похоронен на кладбище в городе Галле (Германия).

## Награды
- Звание Герой Советского Союза с вручением медали «Золотая Звезда» (№ 6769);
- орден Ленина;
- два ордена Красного Знамени;
- орден Александра Невского;
- орден Отечественной войны 2-й степени.

## Память
В селе Большое Болдино именем Героя Советского Союза Александра Сергеевича Смолина названа улица.